# Gen’ichirō Takahashi
Gen’ichirō Takahashi (japanisch 高橋 源一郎, Takahashi Gen’ichirō; * 1. Januar 1951 in Onomichi) ist ein japanischer Schriftsteller.

## Leben
Takahashi studierte Ökonomie an der Staatlichen Universität Yokohama. Wegen illegalen Waffenbesitzes war er von November 1969 bis August 1970 in Haft, litt an Aphasie und beendete das Studium ohne Diplom. 1982 veröffentlichte er seinen Debütroman Sayonara, Gyangutachi, für den er den Gunzō-Nachwuchspreis erhielt. Im Jahr 1988 erhielt er den Mishima-Preis, 2002 wurde er für den Roman Nihon bungaku seisuishi mit dem Itō-Sei-Literaturpreis ausgezeichnet, zehn Jahre später erhielt er für Sayonara Christopher Robin den Tanizaki-Jun’ichirō-Preis. Seit 2005 ist er Professor an der Fakultät für Internationale Studien der Meiji-Gakuin-Universität.